# Qualificazioni ai Giochi della XIX Olimpiade (CAF)
Di seguito sono elencati gli incontri con relativo risultato della zona africana (CAF) per le qualificazioni a Città del Messico 1968.

## Formula
Le 17 squadre vennero divise in due gironi da sei squadre e un girone da cinque. Il formato prevedeva tre turni eliminatori, composti da spareggi A/R. In caso di pareggio, era previsto un terzo incontro in campo neutro.
Le vincenti di ogni girone si sarebbero qualificate alle Olimpiadi.

## Risultati

### Gruppo 1
La Rep. Araba Unita si ritirò prima di disputare i propri incontri.

#### Primo turno eliminatorio
| 21 aprile 1967 | Libia | 2 – 0 | Niger |  |

| 24 settembre 1967 | Niger | 2 – 2 | Libia |  |

| 18 giugno 1967 | Gabon | 0 – 0 | Guinea |  |

| 9 luglio 1967 | Guinea | 6 – 1 | Gabon |  |

Passano il turno Libia (4-2) e Guinea (6-1).

#### Secondo turno eliminatorio
|  | Guinea | – | Rep. Araba Unita |  |

|  | Rep. Araba Unita | – | Guinea |  |

| 12 novembre 1967 | Libia | 1 – 2 | Algeria |  |

| 26 novembre 1967 | Algeria | 1 – 1 | Libia |  |

Passano il turno Guinea (ritiro della Rep. Araba Unita) e Algeria (3-2).

#### Terzo turno eliminatorio
| 26 giugno 1968 | Guinea | 3 – 2 | Algeria |  |

| 30 giugno 1968 | Algeria | 2 – 2 | Guinea |  |

Si qualifica la Guinea (5-4).

### Gruppo 2
L'Uganda si ritirò prima di giocare i propri incontri.

#### Primo turno eliminatorio
|  | Nigeria | – | Uganda |  |

|  | Uganda | – | Nigeria |  |

| 9 aprile 1967 | Madagascar | 4 – 2 | Tanzania |  |

| 16 aprile 1967 | Tanzania | 0 – 2 | Madagascar |  |

Passano il turno Nigeria (ritiro dell'Uganda) e Madagascar (6-2).

#### Secondo turno eliminatorio
| 5 novembre 1967 | Nigeria | 1 – 0 | Sudan |  |

| 19 novembre 1967 | Sudan | 2 – 1 | Nigeria |  |

| 10 dicembre 1967 | Madagascar | 1 – 0 | Etiopia |  |

| 17 dicembre 1967 | Etiopia | 8 – 3 | Madagascar |  |

Passano il turno Nigeria (2-2, dopo sorteggio) ed Etiopia (8-4).

#### Terzo turno eliminatorio
| 20 aprile 1968 | Nigeria | 3 – 1 | Etiopia |  |

| 4 maggio 1968 | Etiopia | 0 – 1 | Nigeria |  |

Si qualifica il Nigeria (4-1).

### Gruppo 3
Il Mali si ritirò prima di giocare i propri incontri. Il Camerun si ritirò prima di giocare lo spareggio contro il Ghana.

#### Primo turno eliminatorio
|  | Camerun | – | Mali |  |

|  | Mali | – | Camerun |  |

Passa il turno il Camerun (ritiro del Mali).

#### Secondo turno eliminatorio
| 5 novembre 1967 | Marocco | 1 – 1 | Tunisia |  |

| 26 novembre 1967 | Tunisia | 0 – 0 | Marocco |  |

| 13 dicembre 1967 | Camerun | 1 – 0 | Ghana |  |

| 17 dicembre 1967 | Ghana | 3 – 2 | Camerun |  |

|  | Camerun | – | Ghana |  |

Passano il turno Marocco (1-1, dopo sorteggio) e Ghana (ritiro del Camerun).

#### Terzo turno eliminatorio
| 9 giugno 1968 | Marocco | 1 – 1 | Ghana |  |

| 30 giugno 1968 | Ghana | 1 – 2 | Marocco |  |

Si qualifica il Marocco (3-2).